# قره‌درق علیا ۱ (کلیبر)
قره‌درق علیا ۱ یکی از روستاهای استان آذربایجان شرقی است که در دهستان آبش‌احمد بخش آبش‌احمد شهرستان کلیبر واقع شده‌است.